# Leonard Gyldmark
Leonard Florian Peter Gyldmark (2. juli 1889 i København – 25. september 1936 smst) var en dansk violinist.
Leonard Gyldmark var søn af skuespiller og komiker Oscar Nielsen og storebror til Oskar, Hugo og Sven Gyldmark. Sammen med brødrene Hugo og Sven dannede han Gyldmark-trioen, der eksisterede frem til Leonards død. Trioen spillede bl.a. il stumfilmforevisninger.